# Tits 'n Ass
Tits 'n Ass je dvacáté páté studiové album nizozemské rockové skupiny Golden Earring. Album vyšlo 11. května 2012. Jedná se o první studiové album po devíti letech, poslední se jmenovalo Millbrook U. S. A. a vyšlo roku 2003. Zároveň jde o vůbec poslední plnohodnotné album kapely Golden Earring, která v roce 2021 kvůli nemoci jednoho z členů zanikla. Producenty alba byli členové skupiny Golden Earring ve spolupráci s Chrisem Kimseyem. Autorkou obalu alba je Claudia Hek.

## Seznam skladeb
Autory všech skladeb jsou Barry Hay a George Kooymans.
| Pořadí         | Název                                   | Délka |
| -------------- | --------------------------------------- | ----- |
| 1.             | Identical                               | 3:32  |
| 2.             | Little Time Bomb                        | 3:56  |
| 3.             | Cool as It Gets                         | 4:15  |
| 4.             | Acrobats and Clowns                     | 4:10  |
| 5.             | What Do I Know About Love               | 4:32  |
| 6.             | Still Got the Keys to My First Cadillac | 3:50  |
| 7.             | Dope Runner                             | 3:43  |
| 8.             | This Love                               | 4:01  |
| 9.             | Stratosphere                            | 4:37  |
| 10.            | Over the Cliff Into the Deep Deep Blue  | 3:25  |
| 11.            | Flowers in the Mud                      | 4:10  |
| 12.            | Justin Time                             | 3:46  |
| 13.            | Avenue of Broken Dreams                 | 3:43  |
| 14.            | Wanted by Women                         | 4:09  |
| Celková délka: | Celková délka:                          | 55:49 |

## Obsazení

### Golden Earring
- Barry Hay – zpěv, flétna
- George Kooymans – kytara, zpěv
- Rinus Gerritsen – baskytara, kytara
- Cesar Zuiderwijk – bicí

### Ostatní hudebníci
- Frank Carillo – kytara
- Jan Rooymans – klávesy, varhany, doprovodné vokály, tamburína, kytara